# Lista de consortes da Escócia
Esta é uma lista de consortes da Escócia. 

## Consortes da Escócia

### Casa de Moray
| Nome                                                             | Retrato | Nascimento                       | Cônjuge (Rei de Escócia) | Morte   |
| ---------------------------------------------------------------- | ------- | -------------------------------- | ------------------------ | ------- |
| Gruoch da Escócia 14 de agosto de 1040 – 15 de de agosto de 1057 |         | 1015(filha de Boite mac Cináeda) | Macbeth da Escócia       | c. 1060 |

### Casa de Dunkeld (1058–1286)
| Nome                                                                     | Retrato | Nascimento                                                    | Cônjuge (Rei de Escócia) | Morte                     |
| ------------------------------------------------------------------------ | ------- | ------------------------------------------------------------- | ------------------------ | ------------------------- |
| Ingibiorg Finnsdottir c.1058 – 1069                                      |         | 1030/35 (filha de Finn Arnesson)                              | Malcolm III              | c. 1069                   |
| Margarida de Wessex 1070 – 13 de novembro de 1093                        |         | c. 1045 (filha de Edgar, o Edxilado)                          | Malcolm III              | 16 de novembro de 1093    |
| Etelreda da Nortúmbria 1094 – 12 de novembro de 1094                     |         | Desconhecido (filha de Gospatrico da Nortúmbria)              | Duncano II               | Desconhecido              |
| Sibila da Normandia 1107 – 12 ou 13 de julho de 1122                     |         | 1092 (filha de Henrique I de Inglaterra)                      | Alexandre                | 12 ou 13 de julho de 1122 |
| Matilde de Huntingdon 24 de abril de 1124 – 23 de abril de 1130          |         | 1072 (filha de Valdevo da Nortúmbria)                         | Davi I                   | 23 de abril de 1130       |
| Ermengarda de Beaumont 5 de setembro de 1186 – 4 de dezembro de 1214     |         | c. 1170 (filha de Ricardo I, Visconde de Beaumont-le-Vicomte) | Guilherme I              | 11 de fevereiro de 1233   |
| Joana de Inglaterra 21 de junho de 1221 – 4 de março de 1238             |         | 22 de julho de 1210 (filha de João de Inglaterra)             | Alexandre II             | 4 de março de 1238        |
| Maria de Coucy 15 de maio de 1239 – 6 de julho de 1249                   |         | c. 1218 (filha de Enguerrando III de Coucy)                   | Alexandre II             | 1285                      |
| Margarida de Inglaterra 26 de dezembro de 1251 – 26 de fevereiro de 1276 |         | 29 de setembro de 1240 (filha de Henrique III de Inglaterra)  | Alexandre III            | 26 de fevereiro de 1275   |
| Iolanda de Dreux 14 de outubro de 1285 – 19 de março de 1286             |         | 20 de março de 1263 (filha de Roberto IV, Conde de Dreux)     | Alexandre III            | 2 de agosto de 1330       |

### Casa de Bruce (1306–1371)
| Nome                                                             | Retrato | Nascimento                                                  | Coroação            | Cônjuge (Rei de Escócia) | Morte                 |
| Isabel de Burgh 25 de março de 1306 – 27 de outubro de 1327      |         | c. 1289 (filha de Ricardo Óg de Burgh, 2.º conde de Ulster) | 27 de março de 1306 | Roberto I                | 27 de outubro de 1327 |
| Joana de Inglaterra 7 de junho de 1329 – 7 de setembro de 1362   |         | 5 de julho de 1321 (filha de Eduardo II de Inglaterra)      | Novembro de 1331    | Davi II                  | 7 de setembro de 1362 |
| Margarida Drummond 20 de fevereiro de 1364 – 20 de março de 1369 |         | c. 1340 (filha de Sir Malcolm Drummond)                     |                     | Davi II                  | 31 de janeiro de 1375 |

### Casa de Stuart(1371–1542)
Após a morte de David II em 1371, seu sobrinho Roberto Stewart (filho de Gualtério Stuart e Margarida de Bruce) ascendeu ao trono escocês. Sua linhagem direta de herdeiros continuaria a reinar sobre o trono da Escócia até a morte de seu último descendente masculino, Jaime V em 1542. Jaime deixou como herdeira ao trono sua filha, Maria, que casou-se com um membro de um ramo menor da Casa de Stuart e cujos descendentes reinaram continuamente nas Ilhas Britânicas até 1714.
| Nome                                                         | Retrato                | Nascimento                                                  | Cônjuge (Rei de Escócia) | Morte                         |
| ------------------------------------------------------------ | ---------------------- | ----------------------------------------------------------- | ------------------------ | ----------------------------- |
| Eufêmia de Ross 22 de fevereiro de 1371 – 1386               | Eufêmia de Ross        | 1333(filha de Hugo, Conde de Ross)                          | Roberto II               | 1387                          |
| Anabela Drummond 19 de abril de 1390 – 1401                  | Anabela Drummond       | 1350(filha de João, Tano de Lennox)                         | Roberto III              | 1401 51 anos                  |
| Maria de Gueldres 3 de julho de 1449 – 3 de agosto de 1460   | Maria de Gueldres      | 17 de janeiro de 1433(filha de Arnaldo de Gueldres)         | Jaime II                 | 1 de dezembro de 1463 30 anos |
| Margarida da Dinamarca Julho de 1469 – 14 de julho de 1486   | Margarida da Dinamarca | 23 de junho de 1456(filha de Cristiano I da Dinamarca)      | Jaime III                | 14 de julho de 1486 30 anos   |
| Margarida Tudor 8 de agosto de 1503 – 9 de setembro de 1513  | Margarida Tudor        | 28 de novembro de 1489(filha de Henrique VII de Inglaterra) | Jaime IV                 | 18 de outubro de 1541 51 anos |
| Madalena de Valois 1 de janeiro de 1537 – 7 de julho de 1537 | Madalena de Valois     | 10 de agosto de 1520(filha de Francisco I da França)        | Jaime V                  | 7 de julho de 1537 16 anos    |
| Maria de Guise 12 de junho de 1538 – 14 de dezembro de 1542  | Maria de Guise         | 22 de novembro de 1515(filha de Cláudio, Duque de Guise)    | Jaime V                  | 10 de junho de 1560 44 anos   |

### Casa de Stuart(1542–1649)
Em 1542, Jaime V morreu e deixou sua filha Maria como herdeira ao trono. Maria I da Escócia foi enviada à corte francesa, onde seu sobrenome foi galicizado para "Stuart" e casou-se com Henrique Stuart, Lorde Darnley, membro de um ramo menor da Casa de Stuart. O casal teve como filho, Jaime VI, cujo reinado estabeleceu de fato a Dinastia Stuart nos tronos de Escócia, Inglaterra e Irlanda. O reinado dos Stuart foi interrompido pela Guerra Civil Inglesa (1642-1651), durante a qual Carlos I foi deposto e executado e sucedido pelo governo da Comunidade da Inglaterra. 
Em 1660, Carlos II, filho de Carlos I, foi restaurado como monarca de Inglaterra, Escócia e Irlanda. Seu irmão, Jaime VII, foi deposto em 1688 após uma extensão de embates religiosos contra o Parlamento inglês. Jaime VII foi sucedido por suas filhas Maria II e Ana em 1689 e 1702, respectivamente. A morte de Ana em 1714 sem herdeiros sobreviventes encerrou o reinado da Casa de Stuart nas Ilhas Britânicas. Jaime Francisco Eduardo Stuart, filho de Jaime VII, manteve sua reivindicação ao trono britânico por gerações bem como o fez seu filho, Carlos Eduardo Stuart, mas suas cônjuges não estão aqui relacionadas por não terem sido efetivamente reconhecidos como monarcas.
| Nome                                                                   | Retrato                        | Nascimento                                                 | Cônjuge (Rei de Escócia)                  | Morte                           |
| ---------------------------------------------------------------------- | ------------------------------ | ---------------------------------------------------------- | ----------------------------------------- | ------------------------------- |
| Francisco II de França 24 de abril de 1558 – 5 de dezembro de 1560     | Francisco II de França         | 19 de janeiro de 1544(filho de Henrique II de França)      | Maria da Escócia                          | 5 de dezembro de 1560 16 anos   |
| Henrique Stuart 29 de julho de 1565 – 10 de fevereiro de 1567          | Henrique Stuart, Lorde Darnley | 7 de dezembro de 1545(filho de Mateus, Conde de Lennox)    | Maria da Escócia                          | 10 de fevereiro de 1567 21 anos |
| Jaime Hepburn 15 de maio de 1567 – 24 de julho de 1567                 | Jaime Hepburn                  | 1534(filho de Patrício Hepburn, 3.º Conde de Bothwell)     | Maria da Escócia                          | 14 de abril de 1578 44 anos     |
| Ana da Dinamarca 23 de novembro de 1589 – 2 de março de 1619           | Ana da Dinamarca               | 12 de dezembro de 1574(filha de Frederico II da Dinamarca) | Jaime VI 23 de novembro de 1589 7 filhos  | 4 de março de 1619 44 anos      |
| Henriqueta Maria de França 13 de junho de 1625 – 30 de janeiro de 1649 |                                | 25 de novembro de 1609(filha de Henrique IV de França)     | Carlos I 13 de junho de 1625 9 filhos     | 10 de setembro de 1669 59 anos  |
| Catarina de Bragança 21 de maio de 1662 – 6 de fevereiro de 1685       |                                | 25 de novembro de 1638(filha de João IV de Portugal)       | Carlos II 21 de maio de 1662 sem filhos   | 10 de novembro de 1705 67 anos  |
| Maria de Módena 6 de fevereiro de 1685 – 11 de dezembro de 1688        |                                | 5 de outubro de 1658 (filha de Afonso IV de Módena)        | Jaime VII 21 de novembro de 1763 7 filhos | 7 de maio de 1718 59 anos       |
| Jorge da Dinamarca 8 de março de 1702 – 1 de maio de 1707              |                                | 2 de abril de 1653 (filho de Frederico III da Dinamarca)   | Ana 28 de julho de 1683 1 filho           | 28 de outubro de 1708 55 anos   |

- O Reino da Escócia passou a ser governado em união pessoal com o Reino de Inglaterra desde a ascensão de Jaime VI em 1603 no que ficou conhecido como União das Coroas. Posteriormente, os Atos de União de 1707 formalizaram a formação da Monarquia do Reino Unido e, portanto, a lista de consortes continua em Lista de consortes reais britânicos.